# Middle European League (damer)
Middle European League är en årlig volleybolltävling för damklubblag organiserad av MEVZA sedan 2005. OK Branik är med fyra titlar det mest framgångsrika laget.

## Resultat per år[1]
| Upplaga                 | Upplaga               | Podium             | Podium          | Podium                  |
| Säsong                  | Spelplats för finalen | Mästare            | Tvåa            | Trea                    |
| ----------------------- | --------------------- | ------------------ | --------------- | ----------------------- |
| 2005-06 mer information | -                     | OK HIT Nova Gorica | Schwechat Post  | VK Slávia EU Bratislava |
| 2006-07 mer information | -                     | VC OMS SH Senica   | Schwechat Post  | OK HIT Nova Gorica      |
| 2007-08 mer information | Myjava                | OK HIT Nova Gorica | Schwechat Post  | OK Branik               |
| 2008-09 mer information | Rijeka                | OK HIT Nova Gorica | OK Branik       | ŽOK Rijeka              |
| 2009-10 mer information | Split                 | OK Branik          | ŽOK Split 1700  | ŽOK Rijeka              |
| 2010-11 mer information | Prostějov             | VK Prostějov       | Schwechat Post  | VK Doprastav Bratislava |
| 2011-12 mer information | Schwechat             | OK Branik          | Schwechat Post  | VK Slávia EU Bratislava |
| 2012-13 mer information | Maribor               | OK Branik          | Schwechat Post  | OK Kamnik               |
| 2013-14 mer information | Maribor               | OK Kamnik          | OK Branik       | VK Doprastav Bratislava |
| 2014-15 mer information | -                     | OK Branik          | OK Kamnik       | ATSC Klagenfurt         |
| 2015-16 mer information | Maribor               | OK Kamnik          | Békéscsabai RSE | Vasas SC                |
| 2016-17 mer information | Zagreb                | Békéscsabai RSE    | OK Kamnik       | OK Branik               |
| 2017-18 mer information | Békéscsaba            | Békéscsabai RSE    | VK UP Olomouc   | OK Branik               |
| 2018-19 mer information | Olomouc               | VK UP Olomouc      | OK Branik       | -                       |
| 2019-20 mer information | Nova Gorica           | OK Kamnik          | OK Branik       | ŽOK Jedinstvo Brčko     |
| 2020-21                 | Ej genomförd          | Ej genomförd       | Ej genomförd    | Ej genomförd            |
| 2021-22 mer information | Wien                  | Vasas SC           | OK Kamnik       | OK Branik               |

## Resultat per klubb
| Lag                | Antal titlar | Säsonger                           |
| ------------------ | ------------ | ---------------------------------- |
| OK Branik          | 4            | 2009-10, 2011-12, 2012-13, 2014-15 |
| OK HIT Nova Gorica | 3            | 2005-06, 2007-08, 2008-09          |
| OK Kamnik          | 3            | 2013-14, 2015-16, 2019-20          |
| Békéscsabai RSE    | 2            | 2016-17, 2017-18                   |
| VC OMS SH Senica   | 1            | 2006-07                            |
| VK Prostějov       | 1            | 2010-11                            |
| VK UP Olomouc      | 1            | 2018-19                            |
| Vasas SC           | 1            | 2021-22                            |

## Resultat per stat
| Nazione   | Antal titlar |
| --------- | ------------ |
| Slovenien | 10           |
| Ungern    | 3            |
| Tjeckien  | 2            |
| Slovakien | 1            |